# Гордій Дмитро Михайлович
Дмитро Михайлович Гордій (рос. Дмитрий Михайлович Гордей, нар.. 31 травня, 1991, Санкт-Петербург, Російська РФСР) — російський відеоблогер, стример. Власник YouTube каналу: «Діма Гордій».
У жовтні 2020 року зайняв 7-е місце в рейтингу російських блогерів з найвищими доходами від реклами за версією журналу Forbes.ru.

## Біографія
Народився Дмитро Гордій 31 травня 1991 року в Санкт-Петербурзі, де і провів своє дитинство. У шкільному віці батьки записали його в секцію ковзанярського спорту і вже в 10-му класі Дмитро став кандидатом у майстри спорту. Також навчався виконувати різні трюки на велосипедах, що надалі допоможе брати участь і перемагати в змаганнях на BMX.
Після закінчення школи у 2008 році вступив до Петербурзького державного університету шляхів сполучення, а через п'ять років навчання перед захистом диплома кинув ЗВО та поїхав працювати за контрактом до Німеччини.

## Блогінг
Перші відео ролики Дмитро Гордій випустив у 2009 році, їхня тематика стосувалася тюнінгованих автомобілі, екстриму та навчального відео. Також він знімав ролики про своє життя, роботу і подорожах. У Німеччині, Дмитро працював в німецькому шоу, де демонстрував трюки на велосипеді. Там і виникла ідея створити канал і розповідати глядачам про вид спорту BMX, а також об'єднати таким чином однодумців. У Росії мережа YouTube тільки починала розвиватися і відео на тему BMX практично не було. Створений канал почав залучати передплатників, що дозволило перетворити хобі на джерело стабільного доходу. Коли прибуток з каналу перевищив зарплату Дмитро повернувся до рідного Санкт-Петербургу.
Наприкінці 2018 року Дмитро запустив проєкт «Тачку на прокачку», за типом американського шоу «TPimp My Ride», де він з командою тюнінгує автомобілі жителів Росії. При чому вибирає автомобіль для тюнінгу випадковим чином з усіх прохань надісланих глядачами. Процес тюнінгу знімається на камеру і дає можливість глядачам отримати навички в ремонті автомобілів.
Другий проєкт Дмитра серія відеороликів «Автовирок», в якому проводяться змагання на двох автомобілях у важких умовах і за допомогою голосування глядачів визначається переможець.
У 2019 році Дмитро Гордій брав участь в автопробігу Smotra Run, який пройшов через міста, розташовані від Москви до Владивостока.
У лютому 2020 року на каналі запустив рубрику «Тачка на халяву» основна мета якої дарувати автомобілі випадково обраним глядачам.
У липні 2020 року в рамках проєкту допомоги лікарям для боротьби з COVID-19 подарував лікареві з Узлова Тульської області Росії автомобіль Cadillac.

## Особисте життя
Діма Гордій на початку липня 2021 року після майже двох років спільного життя оголосив про розставання з Клавою Кокою. Цю ідею не підтримала співачка.
Причиною стало його захворювання «цукровим діабетом першого типу». Про це він довідався влітку 2020 року, але вирішив розповісти про це лише на початку липня 2021 року.
|  | «Чому я це приховував? Тому що коли розповідав людям про свою проблему, вони говорили, що мені кінець, починали мене жаліти. Це бридко відчувати подібне на собі. Тепер мені все одно, хто що подумає. Зараз я хочу допомогти іншим людям, які зіткнулися з різними хворобами. Коли я дізнався про свій діагноз, то думав, що все. Але тут я почав спілкуватися з іншими людьми з такими ж проблемами, і мені ставало легше», - зізнався 30-річний Діма Гордій. |

## Нагороди
- Срібна кнопка YouTube
- Золота кнопка YouTube

## Рейтинги
Листопад 2020 року — перше місце в рейтингу видання Vc.ru 10 найкращих автомобільних YouTube-каналів.
Жовтень 2020 року — 7-е місце в загальному списку рейтингу блогерів з найвищими доходами від реклами й перше в списку автомобільної тематики, який публікувався вперше, за версією журналу Forbes.
Червень 2020 року — Список 30 найкращих блогерів в YouTube за червень від BloggerBase.
Квітень 2020 року — перше місце в ТОП найпопулярніших автомобільних блогерів за версією видання CAR.RU.
Червень 2019 року — 5-е місце в рейтингу 20 найкращих авторів «ВКонтактє», що найбільш залучають контентом за версією Brand Analytics.